# Timex Sinclair 2020
Timex Sinclair 2020 (zkráceně TS2020) je kazetový magnetofon vyráběný společností Timex Sinclair. Přestože k počítačům Sinclair ZX Spectrum a Timex Sinclair je možné připojit jakýkoliv magnetofon, společnost Timex Sinclair se rozhodla vyrábět magnetofon v designu shodném s počítači Timex Sinclair.
Magnetofon může být napájen z vnějšího zdroje poskytující napětí 6 V nebo čtyřmi 1,5V bateriemi. Portugalská pobočka společnosti Timex Sinclair vyráběla speciální zdroj, ze kterého je možné napájet magnetofon TS2020, tiskárnu TS2040 a dva počítače Timex Sinclair.
Magnetofon byl také součástí kompletu pro vzdělávání, kdy byl dodáván v kufříku společně s počítačem Timex Sinclair 1500, dokumentací a propojovacími kabely.